# 일편단심 민들레
《일편단심 민들레》은 2014년 8월 25일부터 2015년 2월 27일까지 방영된 한국방송공사 TV소설이다.

## 기획 의도
60~70년대 제분 회사를 배경으로 두 자매의 사랑과 우정을 다룬 가슴 따뜻한 가족 드라마

## 등장인물

### 주요 인물
- 김가은 : 민들레 역 (아역: 안서현)
- 홍인영 : 신세영 역 (아역: 이영은)
- 윤선우 : 신태오 역 (아역: 유승용)
- 전승빈 : 차용수 역 (아역: 신기준)

### 민들레 주변인물
- 김하균 : 박순희 역
- 주민하 : 박춘옥 역 (아역: 정지인)
- 최철호 : 민강욱 역 (특별출연)
- 신은정 : 최주희 역 (특별출연)

### 신세영 주변인물
- 이진우 : 진선재 역 (특별출연)
- 노영학 : 강동수 역
- 김진서 : 허봉재 역

### 신태오 주변인물
- 최재성 : 신대성 역
- 최지나 : 윤정임 역
- 이은형 : 서준호 역 (아역: 탕준상)

### 황금옥 사람들
- 김예령 : 황금실 역
- 김태용 → 연제욱 : 송수철 역
- 이아이 : 송수자 역 (아역: 정찬비)
- 최완정 : 주경애 역
- 서윤아 : 강청자 역

### 그외 인물들
- 최수린 : 장마담 역
- 박재웅 : 도봉산 역 (아역: 도민혁)
- 장태성 : 장영만 역[1]
- 이명호 : 이교석 역
- 김진이 : 최정원 역
- 나현주
- 정나온

### 고아원 아이들
- 조현도 : 땜통 역
- 이채윤
- 장대웅 : 코찔찔이 역

## 수상
- 2014년 KBS 연기대상 청소년 연기상 : 안서현
- 2014년 KBS 연기대상 일일극부문 남자 우수 연기상 : 최재성

## 결방 사유 및 연장
- 2014년 10월 3일 : 2014 인천 아시안 게임 중계방송으로 인한 결방.
- 일편단심 민들레 방영 분량이 120부작에서 14회 연장되어 134부작으로 변경 및 확정되었다.